# Фальк, Росселла
Росселла Фальк (итал. Rossella Falk; 10 ноября 1926 — 5 мая 2013) — итальянская актриса театра и кино.

## Жизнь и карьера
Родилась в Риме, под именем Роза Антония Фальцакаппа (итал. Rosa Antonia Falzacappa).
Окончила Академию драматического искусства в Риме (ит.), на театральной сцене с 1949 года.
В 1951—1953 годы — актриса театральной компании Рины Морелли и Паоло Стоппа, с 1954 года — актриса «Piccolo Teatro» в Милане, с 1955 года — актриса «Compagnia dei Giovani». Прославилась в спектаклях по пьесам Луиджи Пиранделло, Генриха Ибсена и Теннесси Уильямса. Дебют в кино — «Guarany» (1948, реж. Риккардо Фреда).
Среди лучших работ на большом экране — участие в фильмах Федерико Феллини «8 ½» (1963), «Я её хорошо знаю» (1965, реж. Антонио Пьетранджело), «Модести Блейз» (1966, реж. Джозеф Лоузи), «Легенда о Лайле Клер» (1968, реж. Робер Олдрич).
Росселла Фальк прежде всего оставалась театральной актрисой, на сцене работала под руководством режиссёров Франко Дзеффирелли, Лукино Висконти, Орацио Коста, Джанкарло Кобелли, Джузеппе Патрони Гриффи и Джорджо Де Лулли.
В 1987—1997 годы — Росселла Фальк руководила театром «Eliseo» (ит.) в Риме.
Росселла Фальк была подругой оперной дивы Марии Каллас, с 2004 по 2006 год Фальк с огромным успехом гастролировала по Европе и миру с концертной программой о великой певице «Vissi d’arte, vissi d’amore».
Ушла из жизни 5 мая 2013 в Риме. Похоронена на кладбище Фламинио (ит.).

## Фильмография

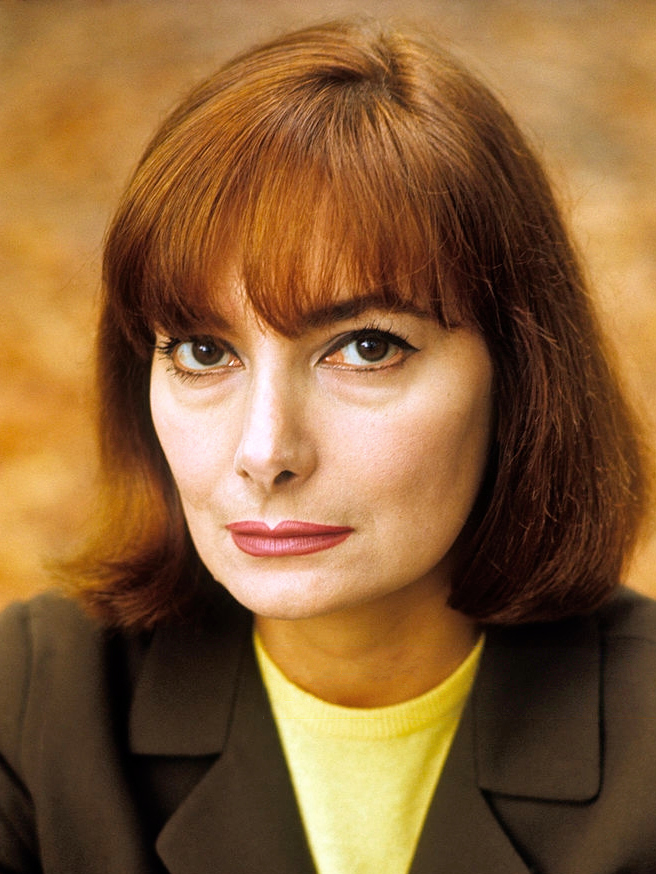
Фальк в 1965

- 1948 — Guarany Риккардо Фреда
- 1953 — Ангелы Тьмы Джузеппе Амато
- 1960 — Vento del sud по Франко Провенцале
- 1964 — 8½ Федерико Феллини
- 1965 — Сделано в Италии Нанни Лой
- 1966 — Скромная Блез Джозеф Лоузи
- 1968 — Più tardi Claire, più tardi.. Ронди Брунелло
- 1968 — The Legend of Lylah Clare Роберта Олдрича
- 1970 — Майское утро Уго Либераторе
- 1971 — Черное брюхо Тарантула Паоло Кавара
- 1971 — Пятый провод Луиджи Баццони
- 1972 — Семь окровавленных орхидей Умберто Ленци
- 1972 — Убийца на проводе Альберто де Мартино
- 1988 — Дни инспектора Амбросио Серджо Корбуччи
- 1995 — История любви со спазмами Пино Квартулло
- 2001 — Без сна Дарио Ардженто